# Both Sides Now
| Recensione                        | Giudizio   |
| --------------------------------- | ---------- |
| AllMusic                          | [ 2 ]      |
| Robert Christgau                  | A-         |
| The New Rolling Stone Album Guide | [ 4 ]      |
| Sputnikmusic                      | 3.2 (Good) |
| Piero Scaruffi                    | [ 6 ]      |
| Rolling Stone                     | [ 7 ]      |
| 24.000 dischi                     | [ 8 ]      |

Both Sides Now è il diciassettesimo album in studio della cantautrice statunitense Joni Mitchell, pubblicato l'8 febbraio 2000 dalla Reprise Records.

## Descrizione
Il disco è un concept album che traccia il progresso delle relazioni moderne attraverso l'interpretazione orchestrale della Mitchell di alcune classiche canzoni jazz. Nell'album trovano posto anche due composizioni originali della Mitchell: Both Sides Now e A Case of You. Gli arrangiamenti e la conduzione dell'orchestra sono di Vince Mendoza.
Un'edizione speciale dell'album precedette la messa in vendita della versione regolare dell'album. L'edizione speciale fu infatti pubblicata l'8 febbraio 2000, mentre la versione regolare il 21 marzo dello stesso anno. L'edizione speciale consisteva in una scatola contenente del cioccolato realizzata per l'occasione del giorno di san Valentino. La confezione includeva anche alcune litografie di disegni originali della Mitchell. Molte di queste copie vennero restituite ai venditori, dato che la confezione del CD non era stabile e molti supporti risultarono graffiati. Venne quindi pubblicata la versione regolare del disco nella classica confezione dei CD. Il disco è stato pubblicato anche in versione DVD audio.
Both Sides Now venne utilizzato come elemento della trama di una delle storie del film del 2003 Love Actually - L'amore davvero. Il pezzo Both Sides Now fa parte della colonna sonora del film.

## Tracce
1. You're My Thrill – 3:51 (Sidney Clare, Jay Gorney)
2. At Last – 4:26 (Mack Gordon, Harry Warren)
3. Comes Love – 4:28 (Lew Brown, Sammy Stept, Charles Tobias)
4. You've Changed – 4:59 (Bill Carey, Carl Fischer)
5. Answer Me, My Love – 3:22 (Gerhard Winkler, Carl Sigman (testo in inglese), Fred Rauch)
6. A Case of You – 5:50 (Joni Mitchell)
7. Don't Go to Strangers – 4:09 (Redd Evans, Arthur Kent, David Mann)
8. Sometimes I'm Happy – 3:58 (Irving Caesar, Clifford Grey, Vincent Youmans)
9. Don't Worry 'Bout Me – 3:48 (Rube Bloom, Ted Koehler)
10. Stormy Weather – 3:07 (Harold Arlen, Ted Koehler)
11. I Wish I Were in Love Again – 3:35 (Lorenz Hart, Richard Rodgers)
12. Both Sides, Now – 5:46 (Joni Mitchell)

## Musicisti

### Artista
- Joni Mitchell - voce

### Altri musicisti
- Larry Klein - direttore musicale
- Vince Mendoza - arrangiamenti
- Gordon Jenkins - arrangiamento (solo nel brano: Stormy Weather, in collaborazione con Vince Mendoza)
- Wayne Shorter - sassofono soprano e tenore (solista nei brani: You've Changed, Answer Me, My Love, A Case of You, Don't Worry 'Bout Me e Both Sides Now)
- Herbie Hancock - pianoforte (solista nei brani: Sometimes I'm Happy e I Wish I Were in Love Again)
- Mark Isham - tromba (solista nei brani: Comes Love e Don't Go to Strangers)
- Peter Erskine - batteria
- Chuck Berghofer - contrabbasso
- Gavyn Wright - concertmaster, violino
- Perry Montague-Mason - violino
- Rita Manning - violino
- Wilfred Gibson - violino
- Peter Oxer - violino
- Jackie Shave - violino
- Boguslav Kotecki - violino
- Jim McLeod - violino
- Vaughan Armon - violino
- Cathy Thompson - violino
- Dermot Crehan - violino
- Everton Nelson - violino
- Dave Woodcock - violino
- Chris Tombling - violino
- Rebecca Hirsch - violino
- Roger Garland - violino
- Jonathan Strange - violino
- Patrick Kiernan - violino
- Maciej Rakowski - violino
- Ben Cruft - violino
- Katherine Shave - violino
- Simon Fischer - violino
- Warren Zielinski - violino
- Michael McMenemy - violino
- Godfrey Salmon - violino
- Antonia Fuchs - violino
- Julian Leaper - violino
- Matthew Scrivener - violino
- Peter Lale - viola
- Kate Wilkinson - viola
- Bruce White - viola
- Catherine Bradshaw - viola
- Ivo Van der Werff - viola
- Rachel Bolt - viola
- Bill Benham - viola
- Donald McVay - viola
- Anthony Pleeth - violoncello
- Helen Liebmann - violoncello
- Paul Kegg - violoncello
- Frank Schaefer - violoncello
- Tony Lewis - violoncello
- Martin Loveday - violoncello
- Dave Daniels - violoncello
- Chris Laurence - contrabbasso
- Mary Scully - contrabbasso
- Mike Brittain - contrabbasso
- Anthony Pike - contrabbasso
- Skaila Kanga - arpa
- Andrew Findon - flauto
- Helen Keen - flauto
- Jamie Talbot - flauto
- Stan Sulzmann - flauto
- Philip Todd - flauto, flauto alto
- John Anderson - oboe
- Susan Bohling - oboe, cor anglais
- Nick Bucknall - clarinetto
- Anthony Pike - clarinetto
- Jamie Talbot - clarinetto
- Stan Sulzmann - clarinetto
- Philip Todd - clarinetto
- Iain Dixon - clarinetto, clarinetto basso
- Julie Andrews - fagotto
- Gavin McNaughton - fagotto
- Richard Skinner - controfagotto
- John Pigneguy - corno
- Richard Watkins - corno
- Nigel Black - corno
- Mike Thompson - corno
- Paul Gardham - corno
- Hugh Seenan - corno
- Philip Eastop - corno
- Derek Watkins - tromba
- John Barclay - tromba
- Andy Crowley - tromba
- Steve Sidwell - tromba
- Gerard Presencer - tromba
- Pete Beachill - trombone
- Peter Davies - trombone
- Richard Edwards - trombone
- J. Neil Sidwell - trombone
- Dave Stewart - trombone basso
- Richard Henry - trombone basso
- Owen Slade - tuba
- Frank Ricotti - percussioni
- Dave Arch - pianoforte
- Jamie Talbot - sassofono alto[12]

## Classifiche
| Classifica (2000) | Posizione massima |
| ----------------- | ----------------- |
| Germania          | 63                |
| Norvegia          | 20                |
| Regno Unito       | 50                |
| Stati Uniti       | 66                |